# Livø Bredning
Livø Bredning er den del af Limfjorden som udgør farvandet mellem det nordlige Mors, Fur og Himmerland. Mod nord grænser Livø Bredning til Løgstør Bredning. I den østlige del af bredningen ligger Livø.
Dele af Livø Bredning er fra 1993 vildtreservat, og her er – med enkelte undtagelser – offentlig adgang ikke tilladt.